# Reesa vespulae
Reesa vespulae är en skalbaggsart som först beskrevs av Milliron 1939.  Reesa vespulae ingår i släktet Reesa och familjen ängrar. Arten är reproducerande i Sverige. Inga underarter finns listade i Catalogue of Life.

## Bildgalleri

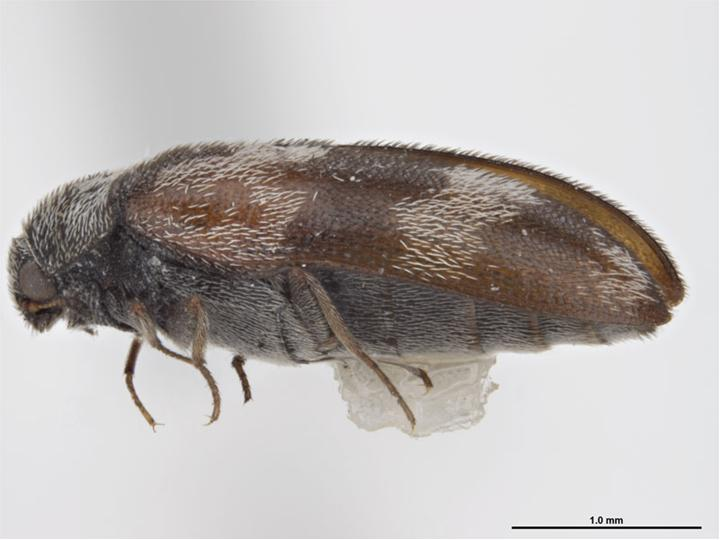